# Gotta Be You (bài hát của One Direction)
"Gotta Be You" là bài hát của nhóm nhạc nam người Anh - Ireland, One Direction, trích từ album phòng thu đầu tay của nhóm là Up All Night (2011). Bài hát được phát hành dưới dạng đĩa đơn thứ hai của album vào ngày 11 tháng 11 năm 2011. Ca khúc được sáng tác bởi August Rigo và Steve Mac (Mac đồng thời là nhà sản xuất của ca khúc). Bài hát mang giai điệu pop rock ballad.
Ca khúc xếp hạng quán quân tại Scotland, đứng thứ ba tại Liên hiệp Anh và Ireland.

## Phát hành
—Harry Styles nói về "Gotta Be You".
Bìa đĩa của ca khúc được phát hành vào ngày 20 tháng 10 năm 2011.
One Direction tiết lộ rằng "Gotta Be You" sẽ là đĩa đơn của album vào ngày 19 tháng 10 năm 2011. Đĩa đơn được viết bởi August Rigo và Steve Mac, và được sản xuất bởi Mac. "Gotta Be You" được phát hành vào ngày 11 tháng 11 tại Ireland, và ngày 13 tháng 11 tại Liên hiệp Anh dưới dạng tải kỹ thuật số.

## Sáng tác
Theo EMI Music Publishing, "Gotta Be You" là bài hát pop rock với số chỉ nhịp trung bình là 85 nhịp một phút. Bài hát được viết ở giọng La giáng trưởng (Ab trưởng), giai điệu bài hát trong khoảng từ Eb4 tới Eb♯6.

## Diễn biến trên các bảng xếp hạng
Ca khúc xếp hạng ba tại bảng xếp hạng Irish Singles Chart của Ireland, và đứng thứ hai tại bảng xếp hạng The Official Charts Company của Scotland và thứ ba bảng xếp hạng UK Singles Chart của Liên hiệp Anh.

## Xếp hạng
| Bảng xếp hạng (2011)        | Vị trí cao nhất |
| --------------------------- | --------------- |
| Irish Singles Chart         | 3               |
| The Official Charts Company | 2               |
| UK Singles Chart            | 3               |

## Lịch sử phát hành
| Vùng lãnh thổ | Ngày                 | Định dạng       | Hãng đĩa               |
| ------------- | -------------------- | --------------- | ---------------------- |
| Ireland       | 11 tháng 11 năm 2011 | Tải kỹ thuật số | Syco Music, Sony Music |
| Liên hiệp Anh | 13 tháng 11 năm 2011 | Tải kỹ thuật số | Syco Music, Sony Music |